# Gruppensimulation
Die Gruppensimulation (englisch: crowd simulation) beschreibt die Simulation des Verhaltens einer großen Anzahl von Objekten bzw. Figuren/Personen. In der 3D-Computeranimation findet die Gruppensimulation spätestens seit dem Film Herr der Ringe verstärkt Anwendung, da herkömmliche Animationstechniken – bei denen jede Figur individuell animiert wird – in Massenszenen zu aufwändig (und damit zu teuer) sind. 

## Funktionsweise
Eine Massenszene besteht aus zahlreichen ähnlichen Figuren. Für diese Figuren werden Bewegungsbibliotheken angelegt, die sämtliche möglichen Bewegungen der Figur bzw. ihrer „Körper“teile beinhalten. Die Bewegungsbibliotheken werden entweder individuell erzeugt oder können prozedural auf Basis von bekannten Bewegungsschemata oder biologischen Grundlagen automatisch erstellt werden.
Die eigentlichen Bewegungen der Figuren und die Interaktion der Figuren untereinander können auf zwei Arten simuliert werden:
Partikelanimation
Die Figuren werden einem Partikelsystem untergeordnet, das wiederum Wind, Gravitation, Anziehung und/oder Abstoßung simuliert. Diese Art der Simulation kann relativ einfach durchgeführt werden – entsprechende Partikelsysteme sind für die meisten 3D-Modellierungswerkzeuge verfügbar. Allerdings ist diese Art der Gruppensimulation nicht besonders realistisch, da man kaum Einfluss auf die individuellen Bewegungen der Figuren hat. Ein Beispiel für diese Art der Animation ist das Herunterschwimmen eines Wasserfalls in leeren Fässern: die Figuren in den Fässern können animiert sein (mit den Armen rudern, um Hilfe schreien) – die Fässer selbst gehorchen aber bei der Reise über den Wasserfall streng physikalischen Gesetzen (Schwerkraft, gegeneinander treiben, an Felsen abprallen).
Gruppen-KI
Jede Figur – in diesem Fall auch Agent genannt – wird mit einer gewissen künstlichen Intelligenz versehen, die das Verhalten der Figur basierend auf (simulierter) Sicht, Gehör, Gefühlen, Kraftreserven, Aggressivität etc. steuert. Darüber hinaus erhält jede Figur ein Ziel vorgegeben. Die Interaktion der Figuren wird dann anhand der Ziele und Eigenschaften simuliert, sodass ein recht realistisches Gruppenverhalten entsteht. Meist sind die Figuren so programmiert, dass sie auf Änderungen in ihrer (simulierten) Umgebung reagieren und so beispielsweise Hindernisse umgehen, Hügel erklimmen, über Löcher springen, simulierte Feinde töten etc. Das Standardbeispiel für die Animation mit Gruppen-KI sind zwei feindliche Heere kurz vor der Schlacht. Die Regeln für jede Figur sind in diesem Beispiel recht einfach: töte möglichst viele Feinde, töte möglichst keine Freunde, versuche selbst am Leben zu bleiben.
Die Gruppen-KI erzeugt sehr viel realistischere Ergebnisse, ist aber sehr aufwendig zu implementieren und wurde bislang meist individuell für ein Animationsprojekt programmiert. Mit dem für Weta Digital entwickelten Softwarepaket Massive bzw.  Softimage Behaviour sind kommerzielle Produkte erhältlich, die Gruppensimulation für eine größere Benutzergruppe zugänglich machen.

## Andere Anwendungsbereiche
Eine verwandte Anwendung ist die Planung von Gebäuden und Plätzen mit starkem Publikumsverkehr um das Verhalten von Menschen bei einer Evakuierung zu simulieren und bauliche Maßnahmen in den Entwurf einzuarbeiten. Solche Evakuierungssimulationen nutzen Erkenntnisse aus der Gruppendynamik und Gruppenpsychologie. Der Fokus liegt hier weniger auf der Visualisierung, sondern mehr auf dem Verhalten an sich. Die grundlegende Technik ist auch hier die Gruppen-KI, jedoch mit komplexeren Regelsätzen.